# Habrodais lorquini
Habrodais lorquini är en fjärilsart som beskrevs av William D. Field 1938. Habrodais lorquini ingår i släktet Habrodais och familjen juvelvingar. Inga underarter finns listade i Catalogue of Life.